# Włodzimierz Baworowski
Włodzimierz Baworowski hrabia, herbu Prus (ur. 1823 w Bohatkowcach, zm. 7 lipca 1901 w Tarnopolu) – ziemianin, członek Stanów Galicyjskich, poseł do Sejmu Krajowego Galicji I, II, III kadencji i do austriackiej Rady Państwa II, III i IV kadencji.

## Życiorys
Ukończył studia na Wydziale Filozoficznym uniwersytetu w Wiedniu (1840) Ziemianin, od 1849 właściciel odziedziczonych wraz z pałacem wybudowanym przez Lanckorońskich klucza dóbr Strusów w którego skład wchodziły Strusów, Bernardówka, Brykula Stara, Darachów, Huta Werhobuska, Krowinka, Nałuże, Opaki, Ostrowczyk, Ruzdwiany, Tiulków, Słobódka z Olendrami, Wawarzyńce, Werhobuż, Zazdrość, Żubów, a także od 1857 dóbr Kołtów wraz z Budami, Rudą i Hutą Pieniacką, koło Trembowli którego istotną część stanowił kompleks leśny (w 1850 – 1953 ha), Pokaźna część majątku strusowskieggo została zlicytowana w 1884. Od 15 lutego 1852 członek Galicyjskiego Towarzystwa Gospodarskiego (1852-1882), prezes oddziału GTG w Tarnopolu (1861-1863), od 1868 działacz oddziału tarnopolsko-skałałacko-zbarasko-trembowlańskiego GTG. Pełnił także funkcję zastępcy członka Komitetu GTG (1861-1865). Członek Towarzystwa Rolniczego Krakowskiego (1861-1881). W Strusowie prowadził znaną stadninę koni angielskich czystej krwi, odwiedzoną m.in. w 1871 przez znanego malarza Józefa Brandta. Uczestnik Krajowej Wystawy Pszczelniczo-ogrodniczej i Przemysłu domowego w Tarnopolu (1884). Inicjator w 1852 wraz z Kazimierzem Krasickim powołania, a następnie działacz Towarzystwa Żeglugi Parowej na Dniestrze.
Członek Stanów Galicyjskich (1853-1861). Po wybuchu powstania styczniowego w 1863 został członkiem Komitetu Obywatelskiego Galicji Wschodniej i naczelnikiem obwodu tarnopolskiego. W latach był 1865-1892 członek Rady Powiatu Trembowla, w l. 1869-1870 był jej marszałkiem. Poseł do Sejmu Krajowego Galicji I (za Leona Sapiehę, który zrzekł się mandatu), II i III kadencji (1861–1876), wybierany w I kurii obwodu Tarnopol, z okręgu wyborczego Tarnopol. Był także posłem do austriackiej Rady Państwa II kadencji (3 czerwca 1867 – 31 marca 1870), III kadencji (3 marca 1871 – 8 października 1871) i IV kadencji (13 stycznia 1872 – 21 kwietnia 1873) wybieranym przez Sejm w kurii XVII – jako delegat z grona posłów wiejskich okręgów: Tarnopol, Ihrowica, Mikulińce, Skałat, Grzymałów, Zbaraż, Medyń, Trembowla, Złotniki. W II kadencji zrezygnował z mandatu na znak protestu przeciwko uprzywilejowaniu Niemców i nieprzyjęciu uchwały galicyjskiej. W IV kadencji utracił mandat z powodu niestawienia się na obrady. W parlamencie austriackim był członkiem Koła Polskiego.

## Odznaczony
Odznaczony austriackim Orderem Żelaznej Korony kl. 3

## Rodzina
Urodził się w arystokratycznej rodzinie ziemiańskiej, syn członka Stanów Galicyjskich i oficera armii Księstwa Warszawskiego Józefa (ok. 1780-1841) i Felicji ze Starzeńskich (1793-1837). Miał dwóch braci: właściciela Baworowa i Myszkowic Wiktora (1825-1894) i właściciela Kołtowa, c. k. rotmistrza Wacława Stanisława (1827-1909). Od 1850 mąż Antoniny z Harasymowiczów, 1-voto Neronowiczowej. Mieli trzy córki: Marię (ur. 1853) żonę Witolda Postruskiego (1860-1906), Jadwigę (1856- ok. 1935) żonę Macieja Łubieńskiego i Wandę (ur. 1860) żonę Juliana Karola Roguskiego (ur. 1842).